# Bisbat de Rodés

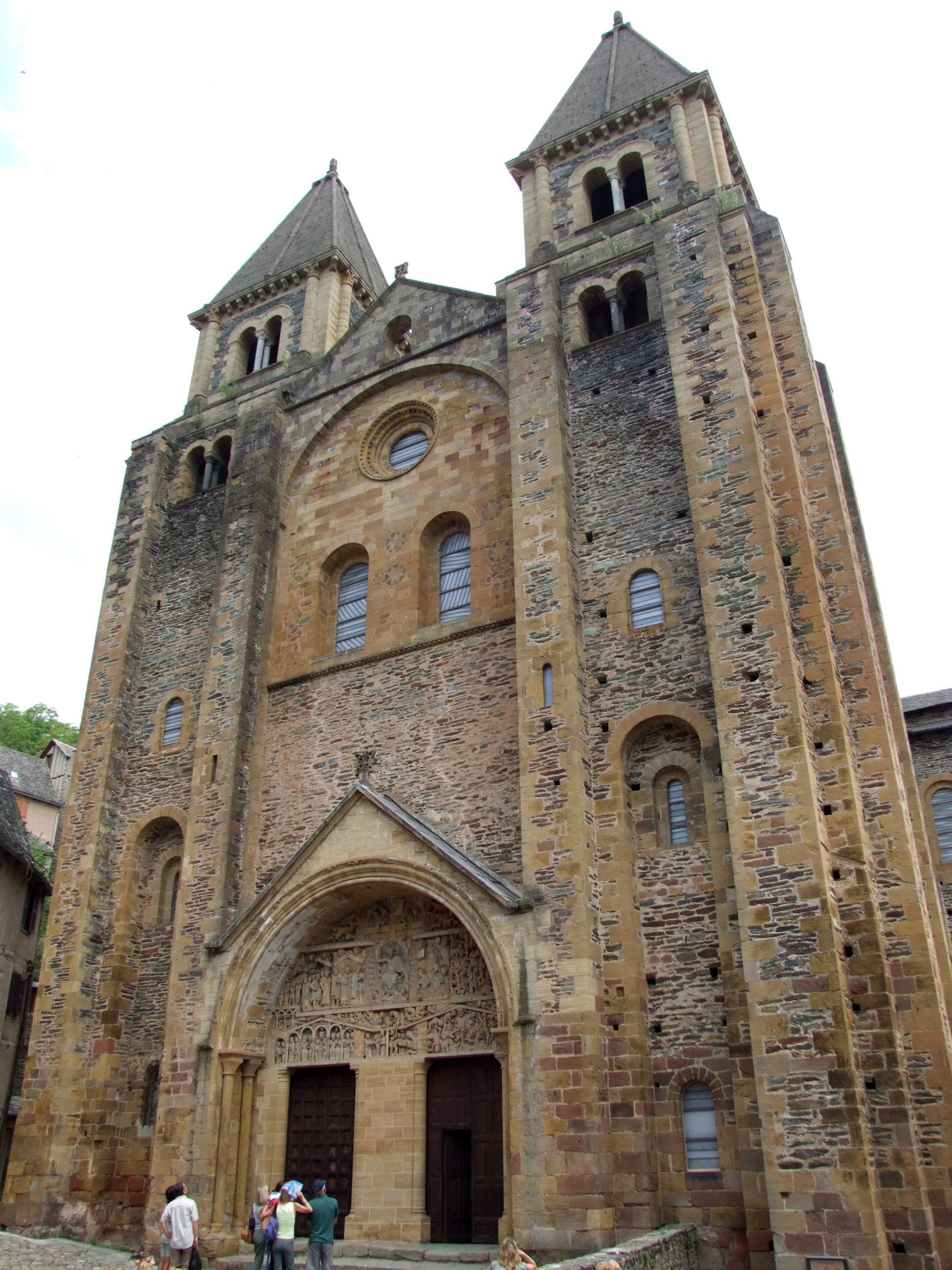
Església de l'abadia Sainte-Foy al petit poble de Conques.

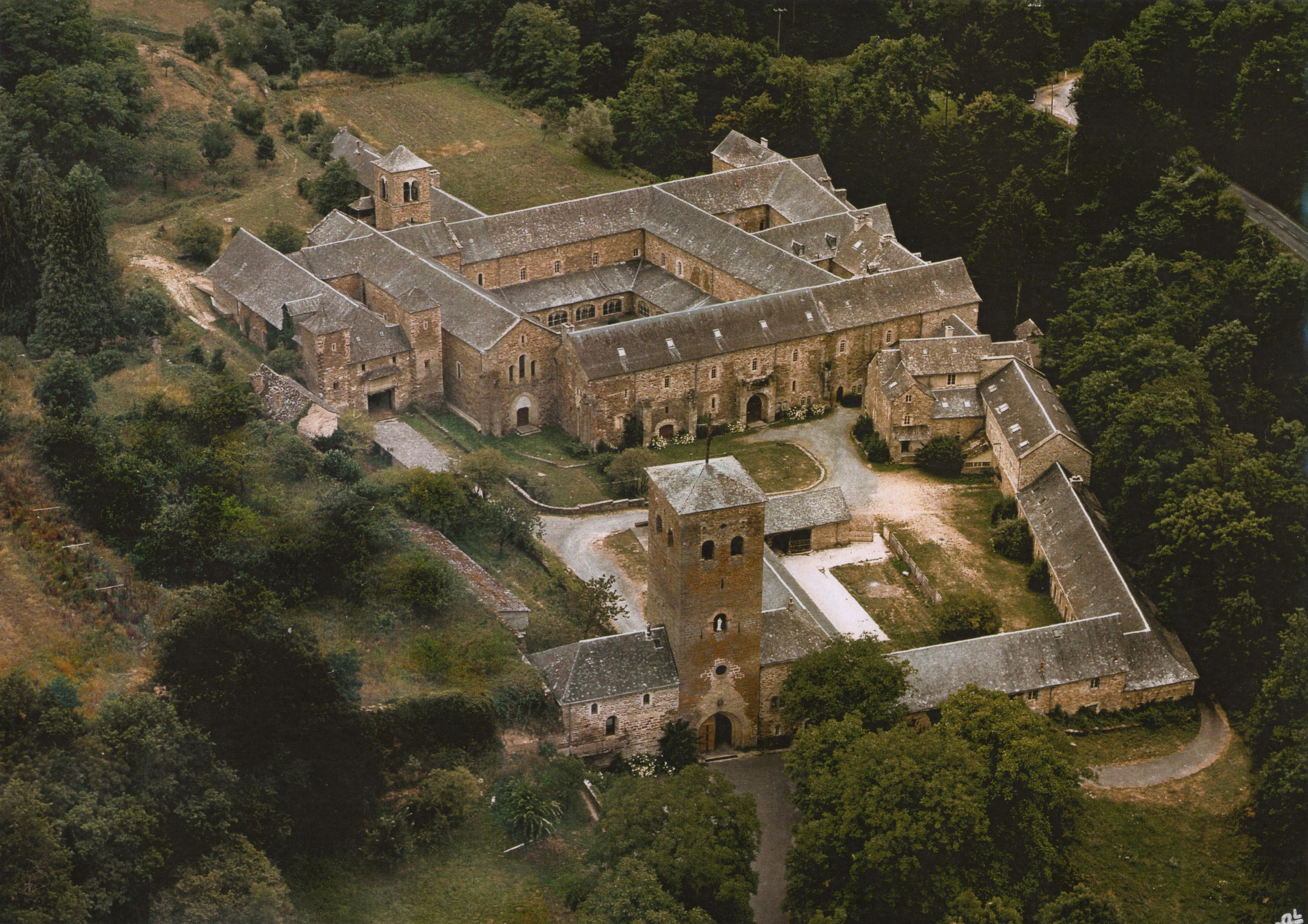
L'abadia Notre-Dame de Bonnecombe a Comps-la-Grand-Ville, fundada el 1162.

El bisbat de Rodés (francès: Diocèse de Rodez, llatí: Dioecesis Ruthenensis) és una seu de l'Església Catòlica a França, sufragània de l'arquebisbat de Tolosa. Al 2014 tenia 271.400 batejats sobre una població de 279.400 habitants. Actualment la seu és vacant.

## Territori
La diòcesi comprèn el departament francès de l'Aveyron.
La seu episcopal és la ciutat de Rodés, on es troba la catedral de Nostra Senyora. A Vabres-l'Abbaye es troba l'ex catedral del Sant Salvador i de Sant Pere.
El territori s'estén sobre 8.743 km², i està dividit en 36 parròquies, agrupades en 10 regions pastorals.

## Història
Segodunum, l'actual Rodés, era l'antiga capital dels Ruthens, un poble de la Gàl·lia celta que habitaven a la regió de Rouergue. Segons la tradició, l'evangelització d'aquesta regió va ser deguda a sant Amanzio, reconegut com a protobisbe dels rutenos. El primer bisbe històricament documentat és sant Quinzià, que va participar en el concili d'Agde el 506. No obstant això, la presència d'una diòcesi ja està testificada al voltant de 475 per Sidonio Apollinare, bisbe de Clermont.
Segodunum era una civitas de la província romana d'Aquitània, que depenia administrativament de Bourges. La diòcesi, per tant, almenys des del segle vi, depenia del punt de vista religiós de la província eclesiàstica de l'arxidiòcesi de Bourges, la seu metropolitana.
Al segle xi es van construir nombroses abadies cistercienses a la diòcesi, incloses les de Silbanès, Beaulieu, Loc-Dieu, Bonneval i Bonnecombe.
Durant l'edat mitjana, els bisbes de Rodés tenien el poder temporal sobre el centre de la ciutat. El 25 de maig de 1277, el bisbe Raimond de Calmont d'Olt va establir la primera pedra per a la reconstrucció de la catedral, d'estil gòtic, que es va completar al segle xvi.
El 13 d'agost de 1317, amb la butlla Salvator noster del Papa Joan XXII, va cedir una part del seu territori per aprofitar l'erecció de la diòcesi de Vabres.
El 1534, la ciutat de Milhau (avui Millau) va adoptar el calvinisme i més tard es va convertir en una de les fortaleses protestants. Només seran conquistats pels catòlics en 1629.
El 3 d'octubre de 1678 Rodés es va convertir en sufragània de l'arxidiòcesi d'Albi.
Durant la revolució, la catedral es va tancar al culte i es va dedicar a Marat. D'aquesta manera, l'edifici es va poder salvar i posteriorment recuperar-se pel culte.
Seguint el concordat amb la butlla Qui Christi Domini del Papa Pius VII del 29 de novembre de 1801, la diòcesi va ser suprimida i el seu territori es va dividir entre les diòcesis de Cahors i de Saint-Flour.
El concordat de 1817 preveia el restabliment de la diòcesi; per aquest motiu va ser nomenat bisbe Charles-André-Toussaint-Bruno de Ramond-Lalande, que no obstant això mai no va entrar al seu càrrec perquè el Parlament de París no va aprovar el concordat amb la Santa Seu.
Només el 6 d'octubre de 1822 es va restablir la diòcesi amb la butlla Paternae charitatis del mateix Papa Pius VII, obtenint el seu territori des de la diòcesi de Cahors. Una part del seu antic territori va ser cedida a la diòcesi de Montauban.
Un grup de sacerdots i fidels, amb el suport del bisbe a l'exili Charles Colbert de Seigneley, es va oposar al règim de concordat i es negà a sotmetre's al nou bisbe Charles de Ramond-Lalande, donant lloc a un cisma, i a una Església anomenada Petite Eglise. El cisma s'estengué fins a mitjans del segle xix; alguns sacerdots, però, es van resistir i l'últim va morir impenitent el 1896. El cisma va continuar fins al 1911 a la veïna diòcesi de Saint-Flour.
El 27 de maig de 1875 els bisbes de Rodés van obtenir afegir al seu títol el de bisbes Vabres, seu suprimida que estava dins del territori diocesà.
El 8 de desembre de 2002, amb la reorganització de les circumscripcions eclesiàstiques franceses, va passar a formar part de la província eclesiàstica de l'arxidiòcesi de Tolosa.

## Cronologia episcopal
- Sant Amanzio †[2]
- Sant Quinziano † (abans del 506 - vers 515 nomenat bisbe de Clermont)
- Sant Dalmazio † (515[3] - vers 580/581 mort)
- Teodosio † (? - 583 o 584 mort)
- Innocenzo †[4]
- Deodato I † (abans del 599 - ?)[5]
- Vero † (abans del 610/612 - després del 627)[6]
- Aredio †
- Faraldo † (citat el 838)[7]
- Bego †[8]
- Elizacaro † (citat el 862)
- Aimaro I † (citat el 876)
- Frotardo † (citat el 887)[9]
- Adalgaro ? † (citat el 888)[10]
- Gausberto † (? - vers 909 mort)[11]
- Deodato II † (citat el 922)
- Giorgio † (citat el 933)
- Aimaro II † (citat el 935)
- Stefano † (citat el 966)
- Deodato III † (citat el 975)
- Maganfred † (citat el 986)
- Arnaud † (citat el 1028 aproximadament)
- Gerauld † (citat el 1037)
- Pierre Bérenger de Narbonne † (abans del 1046 - 1062 ? deposat)
- Pons d'Étienne † (1076 - després del 1090)
- Raimond Frotard † (citat el 1095)
- Adémar † (abans del 1099 - després del 1144 mort)
- Pierre II † (1146 - 1161/1162 renuncià)
- Hugues de Rodez † (1162 - 1211 renuncià)
- Pierre-Henry de La Treille † (1 de juliol de 1211 - 1234 mort)
- B... de Beziers † (1234 - 1245 mort)
- A... † (citat el 1245)
  - Berenger Centolh † (12 de desembre de 1246 - ?) (bisbe electe)
- Vivian (Vivien) de Boyer, O.F.M. † (15 de març de 1247 - 1274 mort)
- Raimond de Calmont d'Olt † (23 d'octubre de 1274 - vers 1298 mort)
- Bernard de Monastier † (1298 - 11 de novembre de 1299 mort)
- Gaston de Cornet † (13 d'abril de 1300 - 2 de març de 1301 mort)
- Pierre Pleinecassagne (Pleine-Chassagne), O.F.M. † (1302 - 6 de febrer de 1319 mort)
- Pierre de Castelnau-Bretenoux † (4 de març de 1319 - 1336 mort)
- Bernard d'Albi † (31 de gener de 1336 - 18 de desembre de 1338 renuncià)
- Gilbert de Cantabrion, O.S.B. † (27 de gener de 1339 - 12 de març de 1348 mort)
- André † (citat el 1348)[12]
- Raimond d'Aigrefeuille, O.S.B. † (17 de juny de 1349 - 1361 mort)
- Faydit d'Aigrefeuille † (2 d'agost de 1361 - 18 de juliol de 1371 nomenat bisbe d'Avinyó)
  - Jean de Cardaillac † (18 de juliol de 1371 - 1378 renuncià) (administrador apostòlic)
- Bertrand de Raffin † (24 de gener de 1379 - ? mort)
- Henri de Sénery (Sévéry) † (18 de maig de 1385 - ? mort)
- Guillaume de La Tour (d'Ortolan) † (25 de maig de 1397 - ? mort)
- Vitalis de Mauléon † (31 de desembre de 1417 - 29 de novembre de 1428 nomenat patriarca di Alessandria)
- Guillaume de La Tour d'Oliergues † (16 de març de 1429 - 1457 renuncià)
- Bertrand de Chalancon (Chalençon) † (22 d'abril de 1457 - 1494 ? renuncià)
- Bertrand de Polignac † (2 de juny de 1494 - 2 de novembre de 1501 mort)
- Charles de Tournon † (26 de novembre de 1501 - 1504 mort)
- Beato François d'Estaing † (21 d'octubre de 1504 - 1 de novembre de 1529 mort)
- Georges d'Armagnac † (19 de gener de 1530 - 27 de juny de 1561 renuncià)
- Jacques de Corneillan † (27 de juny de 1561 - 1580 ? renuncià)
- François de Corneillan † (12 d'octubre de 1580 - 14 de setembre de 1614 mort)
- Bernardin de Corneillan † (14 de setembre de 1614 - 1645 ? mort)
- François de Corneillan-Mondenard † (citat el 1645)[13]
- Charles de Noailles † (8 d'abril de 1647 - 27 de març de 1648 mort)
- Hardouin de Péréfixe de Beaumont † (1 de febrer de 1649 - 24 de març de 1664 nomenat arquebisbe de París)
- Louis Abelly † (9 de juny de 1664 - 1666 renuncià)
- Gabriel Voyer de Paulmy † (7 de febrer de 1667 - 11 d'octubre de 1682 mort)
  - Sede vacante (1682-1693)
- Paul-Louis-Philippe de Lezay de Lusignan † (12 d'octubre de 1693[14] - 24 de febrer de 1716 mort)
  - Sede vacante (1716-1718)
- Jean-Armand de La Volve de Tourouvre † (8 de juny de 1718 - 18 de setembre de 1733 mort)
  - Sede vacante (1733-1736)
- Jean d'Ise de Saléon † (11 d'abril de 1736 - 26 de novembre de 1746 renuncià)[15]
- Charles de Grimaldi d'Antibes † (19 de desembre de 1746 - 10 de març de 1770 mort)
- Jérôme-Marie Champion de Cicé † (6 d'agost de 1770 - 30 de març de 1781 renuncià)[16]
- Charles Colbert de Seigneley de Castell-Hill † (2 d'abril de 1781 - 1813 mort)[17]
  - Seu suprimida (1801-1822)
- Charles-André-Toussaint-Bruno de Ramond-Lalande † (1 d'octubre de 1817[18] - 10 d'abril de 1830 nomenat arquebisbe de Sens)
- Pierre Giraud † (5 de juliol de 1830 - 24 de gener de 1842 nomenat arquebisbe de Cambrai)
- Jean-François Crozier † (23 de maig de 1842 - 2 d'abril de 1855 mort)
- Louis-Auguste Delalle † (28 de setembre de 1855 - 6 de juny de 1871 mort)
- Joseph-Christian-Ernest Bourret, C.O. † (27 d'octubre de 1871 - 10 de juliol de 1896 mort)
- Jean-Augustin Germain † (19 d'abril de 1897 - 14 de desembre de 1899 nomenat arquebisbe de Tolosa)
- Louis-Eugène Francqueville † (14 de desembre de 1899 - 9 de desembre de 1905 mort)
- Charles du Pont de Ligonnès † (21 de febrer de 1906 - 5 de febrer de 1925 mort)
- Charles Challiol † (15 de maig de 1925 - 11 de març de 1948 mort)
- Marcel-Marie-Henri-Paul Dubois † (8 de juliol de 1948 - 10 de juny de 1954 nomenat arquebisbe de Besançon)
- Jean-Ernest Ménard † (23 de gener de 1955 - 28 de juny de 1973 mort)
- Roger Joseph Bourrat † (30 de maig de 1974 - 1 de juny de 1991 renuncià)
- Bellino Giusto Ghirard † (1 de juny de 1991 - 2 d'abril de 2011 jubilat)
- François Fonlupt, (2 d'abril de 2011 - 11 de juny de 2021 nomenat arquebisbe d'Avinyó)

## Estadístiques
A finals del 2014, la diòcesi tenia 271.400 batejats sobre una població de 279.400 persones, equivalent al 97,1% del total.
| any  | població | població | població | sacerdots | sacerdots       | sacerdots       | sacerdots             | diaques | religiosos | religiosos | parròquies |
| ---- | -------- | -------- | -------- | --------- | --------------- | --------------- | --------------------- | ------- | ---------- | ---------- | ---------- |
| any  | batejats | total    | %        | total     | clergat secular | clergat regular | batejats por sacerdot | diaques | homes      | dones      |            |
| 1950 | 285.000  | 300.000  | 95,0     | 943       | 908             | 35              | 302                   |         | 50         | 2.980      | 650        |
| 1969 | 279.793  | 281.568  | 99,4     | 751       | 715             | 36              | 372                   |         | 167        | 2.340      | 357        |
| 1980 | 279.000  | 283.000  | 98,6     | 615       | 588             | 27              | 453                   |         | 112        | 1.810      | 638        |
| 1990 | 282.000  | 290.000  | 97,2     | 453       | 437             | 16              | 622                   | 4       | 77         | 1.340      | 539        |
| 1999 | 262.000  | 270.141  | 97,0     | 327       | 307             | 20              | 801                   | 5       | 58         | 1.078      | 475        |
| 2000 | 258.233  | 263.808  | 97,9     | 308       | 289             | 19              | 838                   | 5       | 50         | 1.014      | 475        |
| 2001 | 256.974  | 263.924  | 97,4     | 292       | 277             | 15              | 880                   | 6       | 45         | 1.021      | 475        |
| 2002 | 256.900  | 263.924  | 97,3     | 279       | 265             | 14              | 920                   | 6       | 45         | 1.113      | 36         |
| 2003 | 255.700  | 263.924  | 96,9     | 275       | 261             | 14              | 929                   | 8       | 35         | 998        | 36         |
| 2004 | 255.400  | 263.924  | 96,8     | 263       | 250             | 13              | 971                   | 10      | 40         | 922        | 36         |
| 2010 | 260.000  | 273.377  | 95,1     | 196       | 183             | 13              | 1.326                 | 11      | 41         | 766        | 36         |
| 2014 | 271.400  | 279.400  | 97,1     | 160       | 142             | 18              | 1.696                 | 12      | 45         | 664        | 36         |